# Comuna Volodîmîrivka, Kirovohrad
Volodîmîrivka (în ucraineană Володимирівка) este o comună în raionul Kirovohrad, regiunea Kirovohrad, Ucraina, formată din satele Mîronivka, Oleksandrivka și Volodîmîrivka (reședința).

## Demografie
Componența lingvistică a comunei Volodîmîrivka
     Ucraineană (95,53%)
     Rusă (2,39%)
     Română (1,75%)
Conform recensământului din 2001, majoritatea populației comunei Volodîmîrivka era vorbitoare de ucraineană (95,53%), existând în minoritate și vorbitori de rusă (2,39%) și română (1,75%).